# Michael Savage (commentateur)
Pour les articles homonymes, voir Savage et Michael Savage.
Michael Savage (né le 31 mars 1942 à New York dans le quartier du Bronx), de son vrai nom Michael Alan Weiner est un animateur de radio, un auteur, et un commentateur politique conservateur.  
Il est diplômé en médecine et anthropologie, et a publié plusieurs ouvrages devenus des best-sellers sur ces sujets. Son talk-show, The Savage Nation est diffusé aux États-Unis sur le Talk Radio Network. Son émission de radio est écoutée par 8 millions d'auditeurs et est diffusée par 400 stations émettrices à travers les États-Unis. 

## Première vie
Michael Alan Weiner est l'un des trois enfants de Benjamin et Rae Weiner, des Juifs ayant fui l'antisémitisme de Russie,. Il décrit son enfance comme difficile, avec un frère handicapé qui meurt en 1969. Son père antiquaire succombe à une crise cardiaque l'année suivante.
Dans les années 1970, il est ami avec des membres de la Beat Generation comme le poète Allen Ginsberg et Lawrence Ferlinghetti, aussi le poète et écrivain Neeli Cherkovski. Quand on interroge Savage sur le changement de ses goûts, il répond qu'à une époque, il était un enfant mais qu'à présent, il est un homme,.
Fasciné par le marin du XIXe siècle Charles Savage (en), Weiner modifie son nom en « Savage ».

## Études
Savage fait ses études à la Jamaica High School, en sort diplômé en 1958, puis à l'université Queens College où il obtient un diplôme en biologie en 1963. Il obtient d'autres diplômes à l'université d'Hawaï à Mānoa, un master en médecine botanique et en anthropologie médicale en 1970, et en arts et anthropologie en 1972. Il obtient également un doctorat Ph.D. à l'université de Californie à Berkeley en nutrition ethnomédicale (anthropologie de la santé) en 1978 et sa thèse porte sur ce thème,,. Pendant ses études, il se marie et est employé notamment comme travailleur social,.  
Il a écrit un livre sur la médecine botanique et l'homéopathie sous le nom de Michael Weiner, dont quatre livres qui entrent dans la liste des bestsellers du New York Times. 

## Chroniqueur controversé

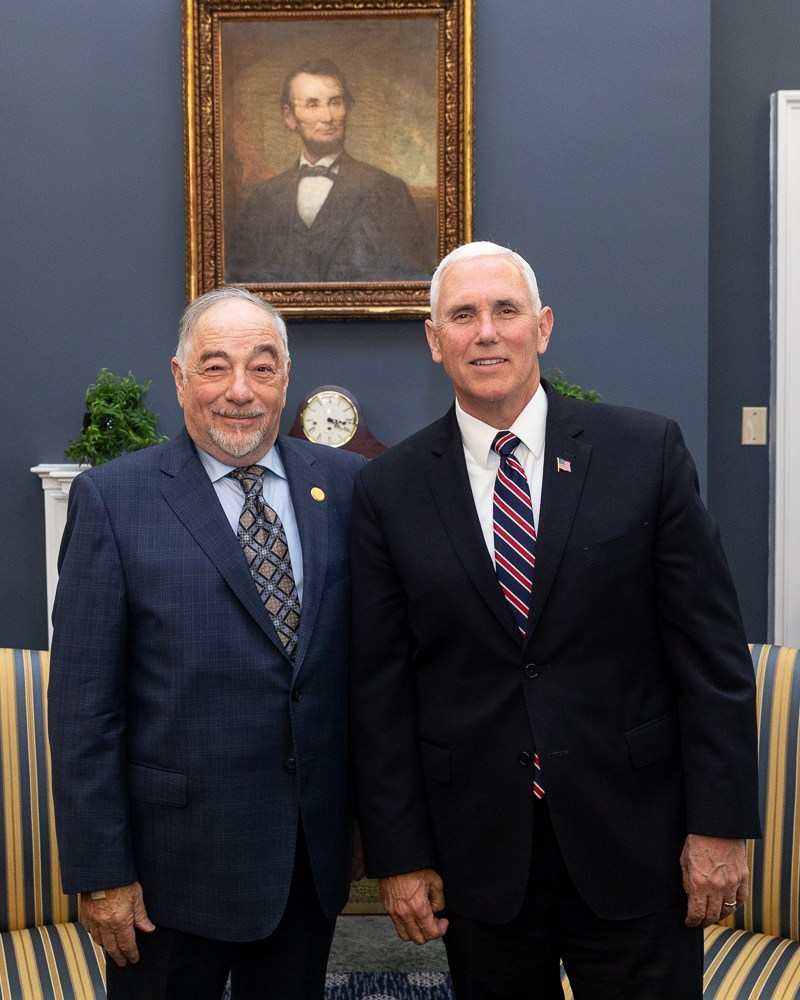
Michael Savage et Mike Pence, 2018

En 1996, Michael Savage demande à devenir le doyen de l'École supérieure de journalisme de l'université de Californie mais sa demande est rejetée. Deux ans auparavant, l'un de ses manuscrits au sujet de l'immigration clandestine liée aux épidémies avait également été rejeté, ce qui avait incité Savage à enregistrer un talk-show sur ses travaux, qu'il avait envoyé à des stations de radio, jusqu'à ce que la RKO l'embauche ; le succès a suivi.  
Savage se fait remarquer rapidement pour le contenu radical de ses émissions. Fermement opposé à l'immigration, il propose d'interdire toute immigration musulmane aux États-Unis, et à plusieurs fois appelé à la déportation des musulmans vivant présentement aux États-Unis. Il qualifie les défenseurs des droits des immigrants, en particulier le groupe Act Now to Stop War and End Racism  - A.N.S.W.E.R.), de « vermine qui voudrait [nous] dicter la manière de gérer les USA ». 
Savage résume lui-même sa philosophie politique en trois mots : les frontières, la langue et la culture. Il se caractérise comme un conservateur et un nationaliste américain, alors que les critiques considèrent qu'il « favorise l'extrémisme ».  Il fait valoir que le libéralisme contemporain et le progressisme sont dégradants pour la culture américaine.  
Michael Savage est aussi réputé pour ses attaques cinglantes à l'endroit de politiciens, commentateurs et penseurs le plus souvent de gauche. Il accuse fréquemment les commentateurs Rush Limbaugh, Glenn Beck ou Sean Hannity de lui voler ses idées et d'être des RINO (Republican In Name Only). 
Il accuse le président Obama et le parti démocrate d'être des communistes. Il fut également l'un de ceux qui accusèrent Obama de ne pas être né aux États-Unis durant la campagne électorale, le mouvement des birther. Partant, il croit à la théorie du complot du génocide blanc, une croyance des nationalistes blancs qui prétend que les Blancs sont en voie de disparition par l'assimilation forcée ou le génocide violent. Savage accuse Barack Obama  et le Parti démocrate d'être pour la promotion du concept aux États-Unis.  
Il pense que l'homosexualité et le féminisme détruisent les États-Unis.
Savage est critique également envers l'athéisme et la laïcité, se définissant lui-même comme un Juif croyant en un Dieu colérique tel que parfois décrit dans l'Ancien Testament mais il avoue qu'il ne fréquente plus la synagogue qu'une ou deux fois par an, ce qui fait de lui un Juif peu religieux et va même jusqu'à avouer douter de l'existence de Dieu. Il est très critique vis-à-vis des Juifs de gauche, comme George Soros par exemple, qu'il qualifie de « petit con menteur lâche sataniste traître ».
Savage décrit l'Union européenne comme « le rêve d'Hitler d'une Europe unie sous contrôle allemand ».
Il figure sur une liste de 22 personnes déclarées persona non grata au Royaume-Uni pour son discours prônant la haine, y compris raciale, une liste publiée le 5 mai 2009, et le politicien Jacqui Smith a regroupé Savage avec les terroristes et les assassins.
Dans ses émissions, il demande fréquemment l'avis de son auditoire avant de prendre des décisions pour l'accueil d'un hôte ou l'acceptation d'une interview.
Bien que ses prestations à la radio se focalisent sur la politique, elles couvrent aussi souvent des sujets tels que la médecine, la nutrition, la musique, la littérature, l'histoire, la théologie, la philosophie, les sports, les affaires, l'économie et la culture, et il y raconte des anecdotes personnelles et de nombreuses sur des événements dans sa vie qui ont façonné ses opinions conservatrices.

## Protecteur de la faune et la flore

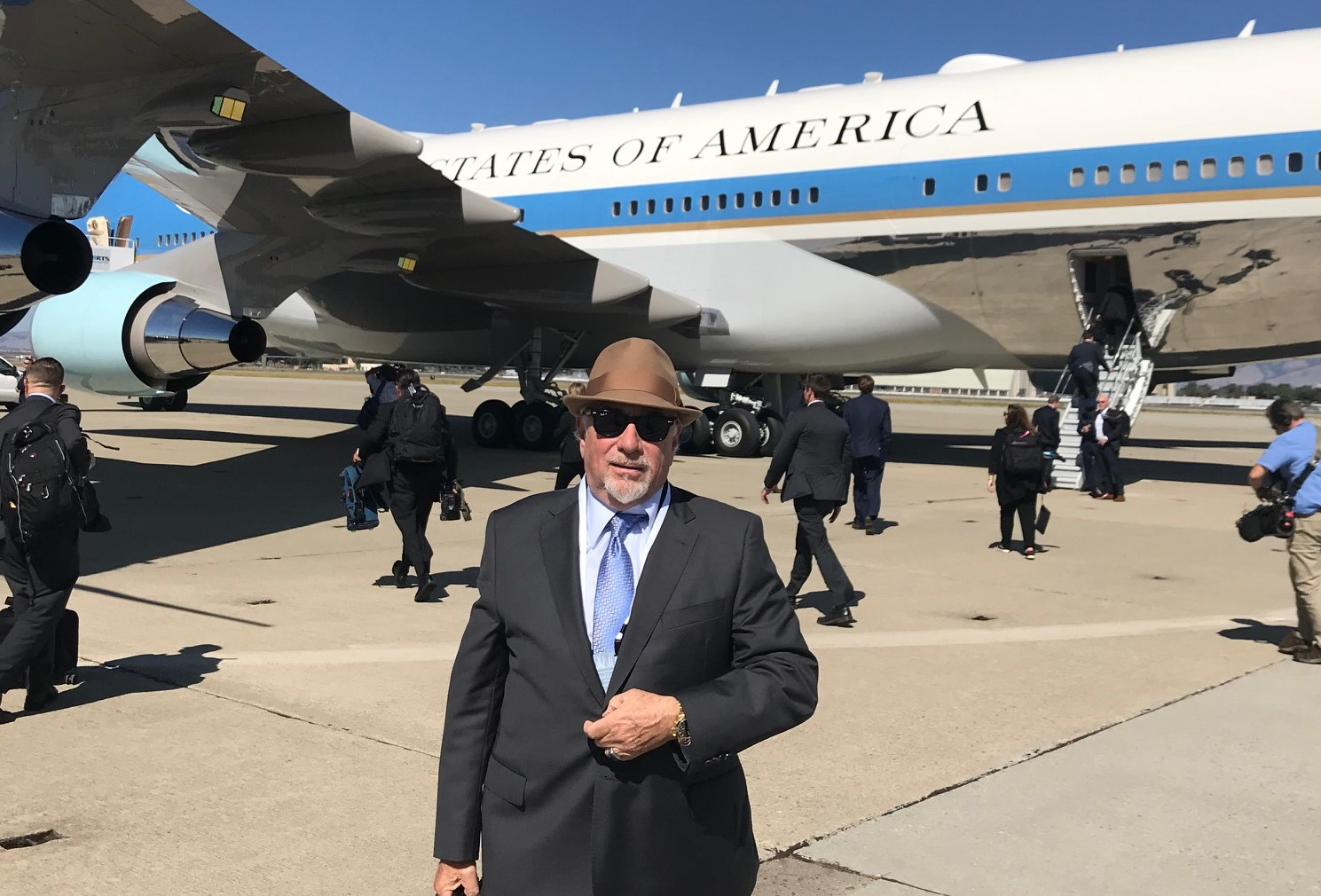
Savage avant un vol sur Air Force One avec le président Donald Trump en 2019

Fidèle à ses disciplines d'étude, Michael Savage est de longue date un ardent défenseur de la faune et de la flore, et lutte pour la préservation de la nature. Il soutient activement la protection des espèces sauvages menacées et lors de ses émissions, il interpelle le président la Maison-Blanche ou Donald Trump pour notamment l'interdiction de produits chimiques nocifs pour les animaux ou l'importation et le commerce de l'ivoire sur le sol américain,,,,.
Tout au long de sa vie, Savage a eu de nombreux chiens dont il apprécie la compagnie.

## Récompenses
Savage a écrit 44 livres - vingt sous le nom de Michael Weiner et vingt-quatre sous le pseudonyme de Michael Savage. Plusieurs de ses ouvrages sont reconnus meilleures ventes de l'année par le New York Times
Le 9 juin 2007, Talkers Magazine décerne à Savage le « Prix de la Liberté du discours ».
Le 17 novembre 2016, Savage est intronisé au Hall of Fame de la radio. Il décrit cet événement comme « la clé de voûte de ma carrière ».

## Vie privée
Il se marie une première fois en 1964 avec Carol Ely, divorce puis se remarie en 1967 après avoir rencontré son épouse actuelle, Janet. Avec elle, il a deux enfants :  une fille et un fils, Russell Weiner, fondateur de la société produisant la Rockstar, une boisson énergisante à succès. 
En 1974, Savage et sa famille déménagent à Fairfax en Californie. Savage a des maisons à Larkspur et Tiburon dans le comté de Marin, un appartement à San Francisco, ainsi que des résidences à Beverly Hills et West Palm Beach en Floride,.

## Publications

### Sous le nom de Michael Weiner
- Earth Medicine—Earth Foods: Plant Remedies, Drugs, and Natural Foods of the North American Indians, New York: Macmillan Publishers USA, 1972,  (ISBN 0-02-625610-X)
- Plant a Tree: A Working Guide to Regreening America, New York: Collier Books, 1975,  (ISBN 0-471-57104-0)
- Bugs in the Peanut Butter: Dangers in Everyday Food, Boston: Little, Brown and Co., 1976,  (ISBN 0-316-92860-7)
- Man's Useful Plants, New York: Macmillan Publishers USA, 1976,  (ISBN 0-02-792600-1)
- The Taster's Guide to Beer: Brews and Breweries of the World, New York: Macmillan Publishers USA, 1977,  (ISBN 0-02-625600-2)
- The Way of the Skeptical Nutritionist: A Strategy for Designing Your Own Nutritional Profile, New York: Macmillan Publishers USA, 1981,  (ISBN 0-02-625620-7)
- The Art of Feeding Children Well with Kathleen Goss, Warner Books, 1982,  (ISBN 0-446-97890-6)
- Nutrition Against Aging, New York: Bantam Books, 1983,  (ISBN 0-553-23642-3)
- Secrets of Fijian Medicine, San Rafael, Calif.: Quantum Books, 1983,  (ISBN 0-912845-02-3)
- Vital Signs, San Diego: Avant Books, 1983,  (ISBN 0-932238-20-3)
- Dr. Weiner's High Fiber Counter, New York: Pinnacle Books, 1984,  (ISBN 0-523-42211-3)
- Getting Off Cocaine, New York: Avon Publications, 1984,  (ISBN 0-380-67900-0)
- The People's Herbal: A Family Guide to Herbal Home Remedies, Los Angeles: Putnam Publishing Group, 1984,  (ISBN 0-399-50756-6)
- Maximum Immunity: How to Fortify Your Natural Defenses Against Cancer, AIDS, Arthritis, Allergies—Even the Common Cold—And Free Yourself from Unnecessary Worry for Life, Boston: Houghton Mifflin Harcourt, 1986,  (ISBN 0-395-37910-5)
- Reducing the Risk of Alzheimer's, New York: Stein and Day Publishers, 1987, republished under the name Michael Savage, Ph.D., 2007,  (ISBN 0-946551-53-7)
- The Complete Book of Homeopathy: The Holistic & Natural Way to Good Health, Garden City Park, N.Y.: Avery, 1989,  (ISBN 0-89529-412-5)
- Weiner's Herbal: The Guide to Herb Medicine with Janet A. Weiner, San Rafael, Calif.: Quantum Books, 1990,  (ISBN 0-912845-03-1)
- The Herbal Bible: A Family Guide to Herbal Home Remedies, San Rafael, Calif.: Quantum Books, 1992,  (ISBN 0-912845-06-6)
- Healing Children Naturally, San Rafael, Calif.: Quantum Books, 1993, republished under the name Michael Savage, Ph.D., 2007,  (ISBN 0-912845-10-4)
- Herbs That Heal: Prescription for Herbal Healing, Mill Valley, Calif.: Quantum Books, 1994,  (ISBN 0-912845-11-2)
- The Antioxidant Cookbook: A Nutritionist's Secret Strategy for Delicious and Healthy Eating, Mill Valley, Calif.: Quantum Books, 1995,  (ISBN 0-912845-13-9)

### Sous le nom de Michael Savage
- The Death of the White Male: The Case Against Affirmative Action, Mill Valley (Calif.) : Quantum Books, 1991,  (ISBN 0-912845-08-2)
- The Compassionate Conservative Speaks, San Rafael (Calif.) : Quantum Books, 1995,  (ISBN 0-912845-13-9)
- The Savage Nation: Saving America from the Liberal Assault on Our Borders, Language, and Culture, Nashville (Tenn.) : WND Books, 2002,  (ISBN 0-7852-6353-5)
- The Enemy Within: Saving America from the Liberal Assault on Our Churches, Schools, and Military, Nashville (Tenn.) : Nelson Current, 2003,  (ISBN 0-7852-6102-8)
- Liberalism Is a Mental Disorder: Savage Solutions, Nashville, Tenn: Nelson Current, 2005,  (ISBN 1-59555-006-2)
- The Political Zoo, Nashville, Tenn: Nelson Current, 2006,  (ISBN 1-59555-042-9)
- Psychological Nudity: Savage Radio Stories, San Francisco: Savage Productions, 2008,  (ISBN 1-4276-3401-7)
- Banned in Britain: Beating the Liberal Blacklist, New York: Plume, 2009,  (ISBN 978-1-4276-4253-0)
- Trickle Up Poverty: Stopping Obama's Attack on Our Borders, Economy, and Security, New York: William Morrow, 2010,  (ISBN 978-0-06-201097-1)
- Abuse of Power, New York: St. Martin's Press, 2011,  (ISBN 978-0-312-65161-9)
- Trickle Down Tyranny, New York: William Morrow and Company (en), 3 avril 2012,  (ISBN 978-0-06-208397-5)
- A Time for War, New York: St. Martin's Press, 2013,  (ISBN 9780312651626)